# Asem Nonggal
Asem Nonggal is een bestuurslaag in het regentschap Sampang van de provincie Oost-Java, Indonesië. Asem Nonggal telt 1020 inwoners (volkstelling 2010).